# Melrose Avenue

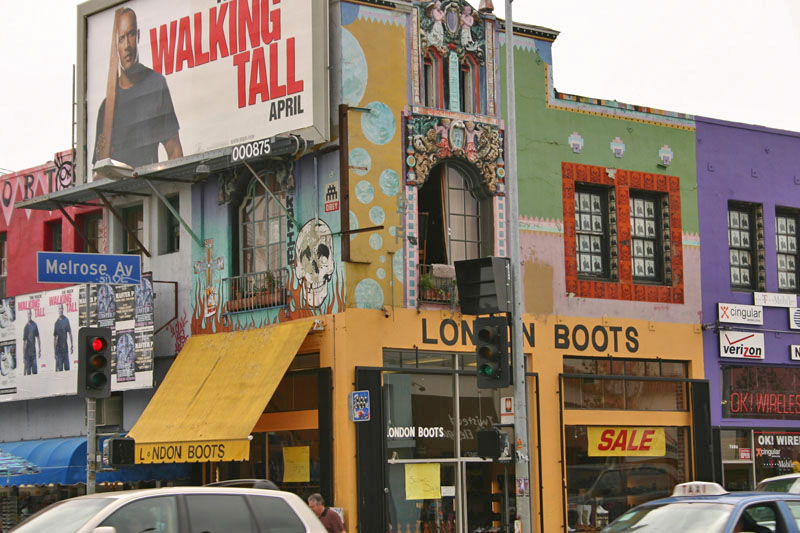
Vista de una parte del final del lado Este de Melrose Place District (Distrito Avenida Melrose, en español), en abril de 2004.

Melrose Avenue es una calle ubicada en la ciudad de Los Ángeles, en California (Estados Unidos). Fue diseñada por el arquitecto Patrick Tighe. Su nombre alude a la ciudad de Melrose (Massachusetts). Comienza en el bulevar Santa Mónica (en los límites entre los barrios Beverly Hills y West Hollywood) y termina en la avenida Lucile, en Silver Lake. Se encuentra, por lo tanto, al norte del bulevar Beverly y al sur del bulevar Santa Mónica. Esta calle es reconocida por ser una avenida larga que cuenta con tiendas reconocidas, restaurantes, bares y algunos sitios de entretenimiento. Una de las partes más reconocida de esta avenida es Melrose District, es el extremo oeste ubicado entre West Hollywood y Hollywood. Uno de los lugares más famosos de esta avenida son los estudios de Paramount Pictures ubicados en el barrio de Hollywood.

## Distrito de Melrose
El extremo oriental del distrito (que va desde Fairfax hasta Highland Avenue) se convirtió en una popular zona comercial de movimiento contracultura "underground" y de la nueva ola a principios de los años 80. Impulsada por aventureros minoristas y restauradores independientes, Melrose Avenue cautivó la imaginación mundial por ser la cuna de las culturas New Wave y Punk del sur de California. Su rápida notoriedad atrajo a estrellas de cine, magnates y buscadores de estilo, lo que llevó a la prensa a apodar a Melrose Avenue como "el nuevo Rodeo Drive". Preparada para el primer plano, la avenida disfrutó de su cuota de cameos en la televisión y el cine. Apareció regularmente en los segmentos "Jaywalking" de Jay Leno en The Tonight Show With Jay Leno, además de programas como Entourage y LA Ink.
El distrito de Melrose adquirió notoriedad con la telenovela de los años 90 Melrose Place, de Aaron Spelling, en la cadena Fox.
Como distrito comercial en constante evolución, ha contado con tiendas como Vinyl Fetish, Harvey's On Melrose Golden Girls Rattan Furniture y Retail Slut. Todas ellas cerraron hace varios años, Harvey's ha vuelto después de 20 años pero en Beverly, el nuevo Melrose, mientras que The Burger That Ate L.A., un puesto de comida rápida emblemático, fue sustituido en los últimos años por un Starbucks. El Johnny Rockets original abrió en este extremo de Melrose en 1986. Los grupos de interés a largo plazo, como The Groundlings, L.A. Eyeworks, Angeli Caffe y Sportie LA, han demostrado su continua dedicación a la comunidad. En el año 2005, el músico y director Joe Hahn, miembro de la banda de rock Linkin Park, abrió su tienda conceptual SURU en el bloque 7600 de Melrose. El diseñador canadiense John Fluevog abrió en Melrose en el año 2003. Como uno de los barrios más aptos para pasear de la ciudad, este destino ha mantenido su reputación de experiencia original, alternativa e independiente durante más de tres décadas.
Desde el año 1997 el mercadillo al aire libre de Melrose Trading Post, ha creado oportunidades para la escuela secundaria de Fairfax y el barrio circundante. Cada domingo, más de 250 vendedores, coleccionistas, artesanos y artistas locales, se reúnen en el aparcamiento de la esquina de las avenidas Melrose y Fairfax para celebrar la floreciente cultura de la comunidad. Los vendedores de comida y la música en directo, completan este evento local semanal organizado por la Greenway Arts Alliance. El dinero recaudado por esta organización sin ánimo de lucro gracias al bajo costo de la entrada de los patrocinadores y a las cuotas de los puestos de los vendedores, alimenta un próspero programa de educación artística en el campus de la FHS llamado Instituto de las Artes en Greenway.

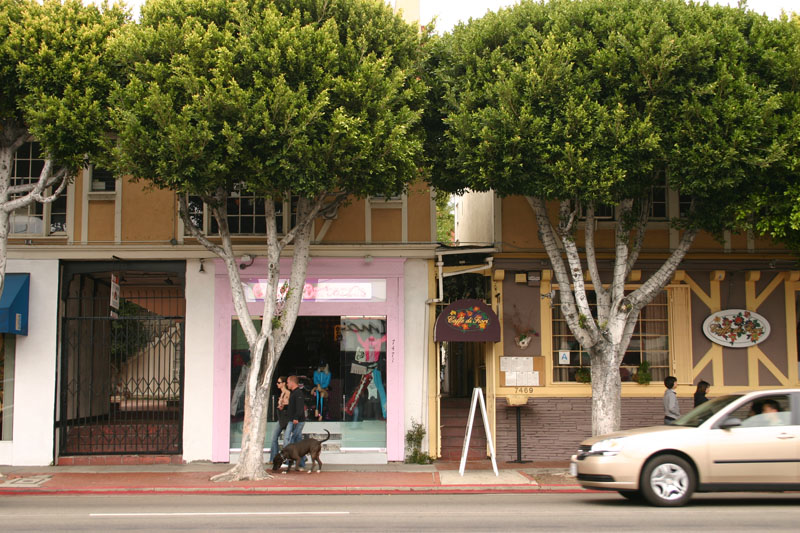
Another view of Melrose Avenue

En la esquina de Highland y Melrose se encuentra lo que ha sido descripto por Los Ángeles Times como el "jefe de la escena gastronómica italiana de Los Ángeles", Osteria Mozza (véase Los Ángeles Times, jueves 7 de agosto de 2007, pág. E46), que marca el extremo oriental del Distrito de Fairfax.
En el año 2020, la Asociación del Distrito de Mejora Comercial de Melrose (Melrose BID) se encargó de trabajar para mejorar la vitalidad comercial de la avenida Melrose, entre las avenidas Highland y Fairfax, proporcionando mejoras y actividades en todo el distrito con fondos emitidos por el Estado. El Estado concedió 50 millones de dólares a "Uplift Melrose". El concejal de Los Ángeles, Paul Koretz, rechazó la propuesta y rechazó los fondos estatales.

## Melrose Heights
El extremo occidental, conocido popularmente como Melrose Heights, va desde La Ciénaga Boulevard hasta Fairfax Avenue y cuenta con una gran variedad de restaurantes de lujo, boutiques como la de las hermanas Kardashian D-A-S-H y salones como Elixir (casa de té), The Bodhi Tree Bookstore (libros metafísicos y de la Nueva Era), Fred Segal, Plush Home y The Improv. Melrose Heights también alberga varias tiendas de diseñadores de alta gama, como Marc Jacobs, Diane von Fürstenberg, Carolina Herrera, Mulberry, Sergio Rossi, Alexander McQueen, Oscar de la Renta, BCBG Max Azria, Paul Smith, Temperley London, John Varvatos, Balenciaga, Diesel, Vivienne Westwood y Vera Wang.

## Melrose Place
Al norte de la intersección con La Ciénaga Boulevard se encuentra Melrose Place, una rama de la avenida principal que se hizo famosa gracias a la telenovela del mismo nombre. En realidad, en Melrose Place no hay residencias e históricamente ha albergado tiendas de antigüedades, boutiques y salones de belleza.

## Ciénaga Design Quarter
La zona de Melrose Avenue que se cruza con La Ciénaga Boulevard y sus calles satélites forman parte del barrio de diseño de La Ciénaga. Sus tiendas y galerías albergan numerosas antigüedades, muebles, alfombras, accesorios y arte.